# Havaria-Gelände

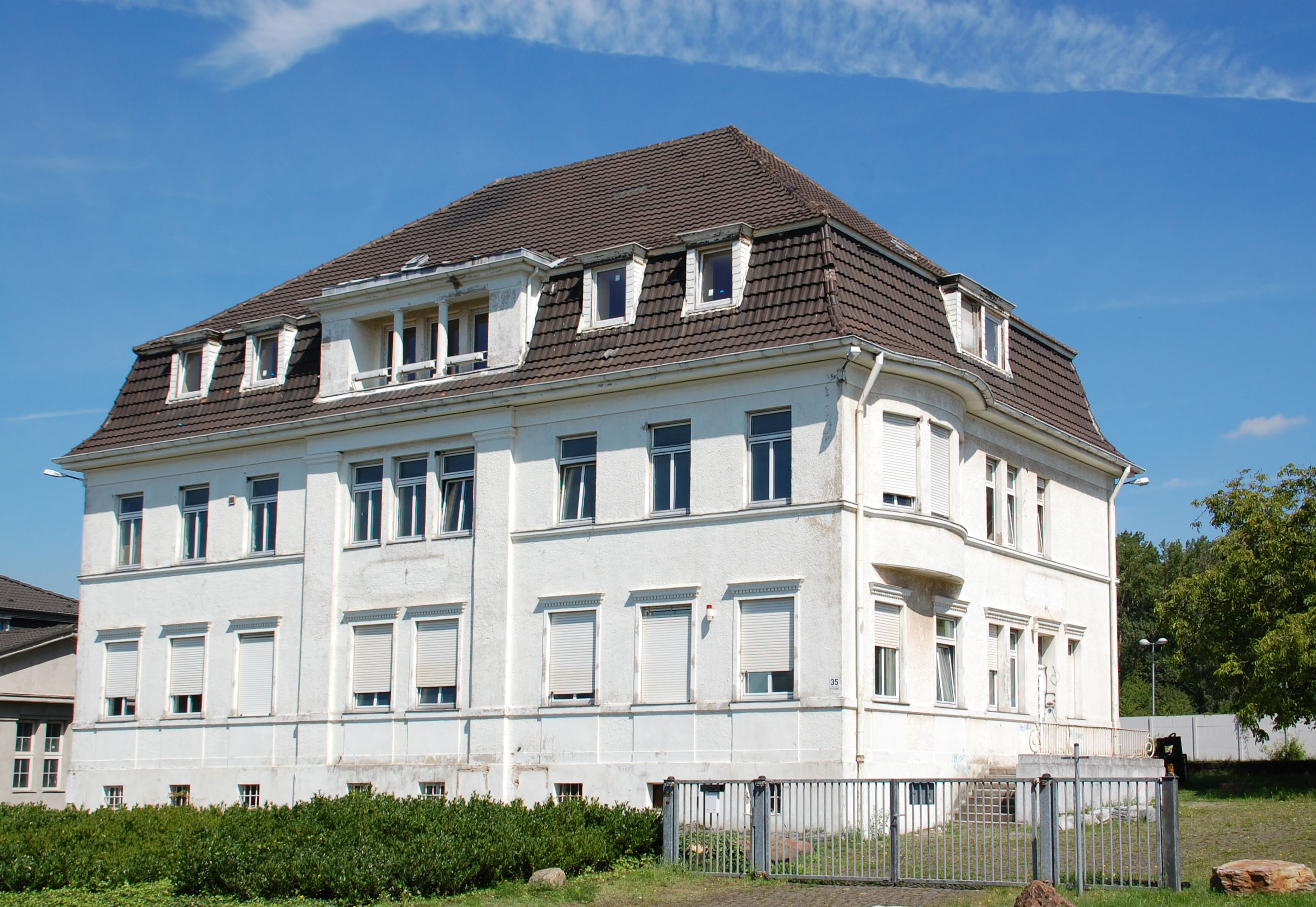

Die Gebäudekomplexe auf dem Havaria-Gelände sind denkmalgeschützte, villenartige Bauwerke und befinden sich im Stadtteil Quadrath-Ichendorf in der Kreisstadt Bergheim im Rhein-Erft-Kreis.

## Geschichte
Die Industrieanlage Fischbachstraße 31–39 wurde 1913/14 erbaut und dann schrittweise erweitert. Bauherr war die Elektrometallurgischen Werke AG in Horrem. Die industrielle Ansiedlung war ursprünglich eine Aluminiumhütte. Hier wurde aus Tonerde, die das Martinswerk lieferte, Reinaluminium hergestellt. Ab 1926 übernahm die Lurgi-Thermi GmbH die Industrieanlage. Der neue Eigentümer stellte hier Silumin her. Diese Leichtmetalllegierung war zur Zeit des Zweiten Weltkrieges kriegswichtiges Material für die Flugzeugindustrie.
Das Werk beschäftigte 1929 insgesamt 90 Mitarbeiter. Bis 1935 stieg diese Zahl auf 300. Die Werksangehörigen stellten jährlich 12.000 Tonnen Silumin her. Nach dem Krieg wurde die Produktion nicht mehr aufgenommen. Zunächst quartierten sich hier englische Besatzungstruppen ein, die dann von belgischen Truppen abgelöst wurden (bis 1955).
Später zog in das Verwaltungsgebäude die Verwaltung des Unternehmens Havaria ein. 1998 wurden von dem aus mehreren Gebäuden bestehenden Komplex zwei Bauten unter Denkmalschutz gestellt: Das ehemalige villenartige Verwaltungsgebäude von 1913 und zwei durch einen Trakt verbundene Hallen mit dem Pförtnerhaus von 1913/16. Eine weitere Lagerhalle, die 101 m Länge misst und 1915 errichtet wurde, ist 2008 unter Denkmalschutz gestellt worden.

## Denkmal
Die Häuser auf dem Havaria-Gelände sind mit der Denkmalnummer 252 in die Liste der Baudenkmäler in Quadrath-Ichendorf eingetragen. Die Beschreibung lautet wie folgt:

„Das Objekt ist eine aus mehreren Gebäuden bestehende Fabrikationsanlage. Seinen Eigenwert erhält der Komplex durch die qualitätsvolle, in Teilen zukunftsweisende Gestaltung. Das Verwaltungsgebäude, am meisten der Repräsentation verpflichtet, konservativ als Villa gestaltet, zeigt Elemente des reformierten Historismus. Wesentlich „moderner“ ist vor allem die Ausformung des Gebäudes mit der Pförtnerloge. Sachliche Formen, zweckentsprechend eingesetzt, prägen diesen Bau. Wieder anders ist das große Hallengebäude gestaltet. Seine Länge forderte stärkere Gliederungselemente, denen aber wiederum ein geometrisches Raster zugrunde liegt. Für beide Werksgebäude gilt, dass geometrische Formen und präzise Umrisse als adäquate Gestaltungselemente für eine technische Anlage verwandt werden.“

## Heutige Nutzung
Bis zum Jahr 2004 wurden in den Havaria-Häusern Konkurswaren und Artikel aus Überproduktionen verkauft. 2004 musste das Unternehmen schließen. Heute sind dort andere Firmen tätig.

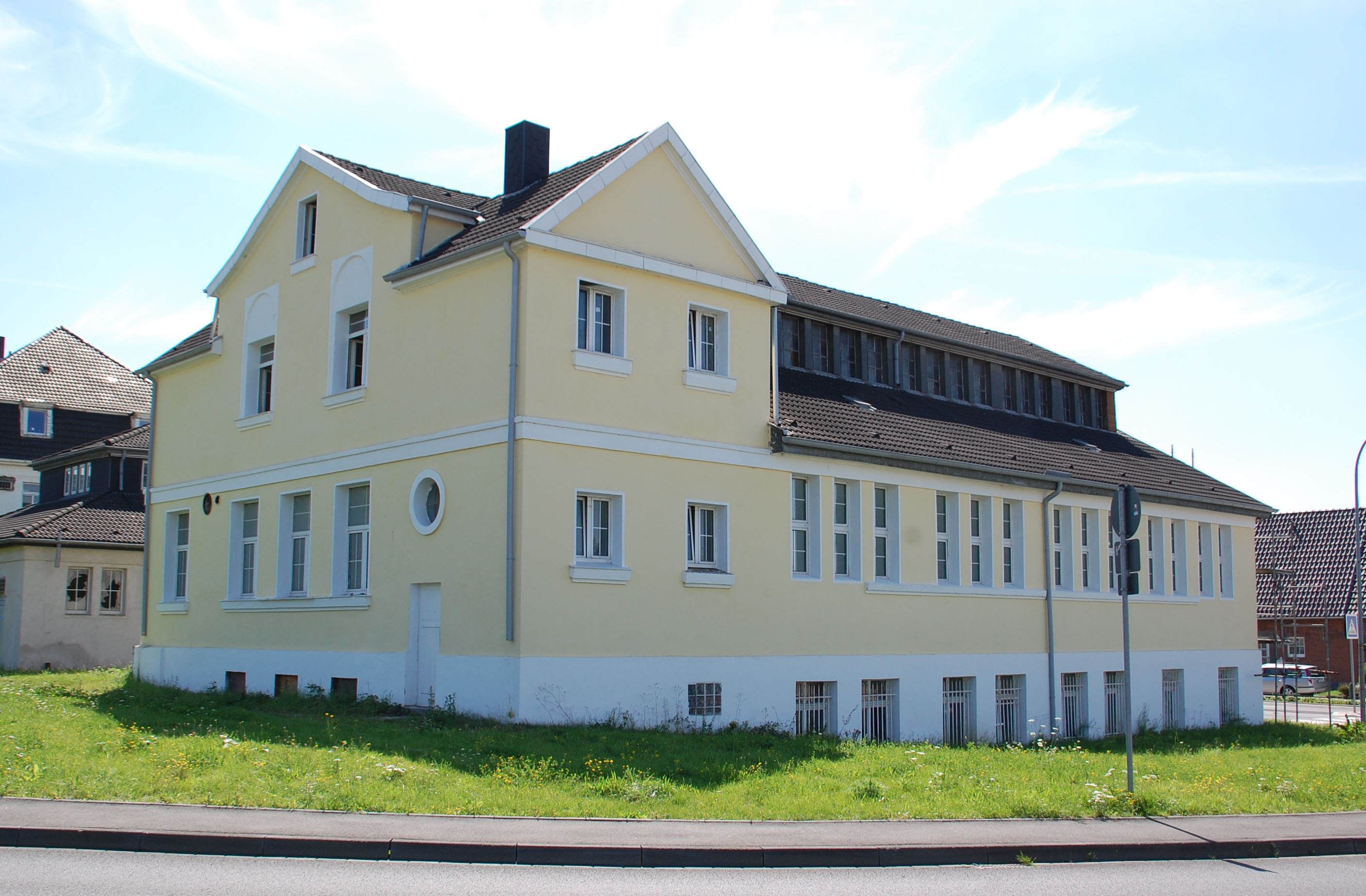
Havaria-Gebäude